# マフムード (ガズナ朝)
マフムード（ペルシア語: يمين الدولة ابو القاسم محمود ابن سبكتكين  Yamīn al-Dawlah Abū al-Qāsim Maḥmūd Ibn Sebük Tegīn, 971年11月2日 - 1030年4月30日）は、現在のアフガニスタンのガズナを首都としたイスラーム王朝・ガズナ朝の最盛期を現出した君主（在位：997年 - 1030年）。セルジューク朝のトゥグリル・ベク以前にカリフ以外でスルターンの称号を用いた最初の人物。
マフムードは、ガズナ朝の版図をアフガニスタンからイラン、パキスタン、北西インドまでにまで拡大し、ガズナを帝国の都に作り変えた。

## 生涯

### ホラーサーン遠征
マフムードは父王サブク・ティギーンに付き従いサーマーン朝の君主アミール・ヌーフ2世を助けるためにホラーサーン遠征に参加した。当時、サーマーン朝は政情不安であった。これがマフムードの初の対外戦争であった。マフムードの最初の遠征は北に隣接するカラハン朝との戦いであったが敗北を喫した。

### 即位

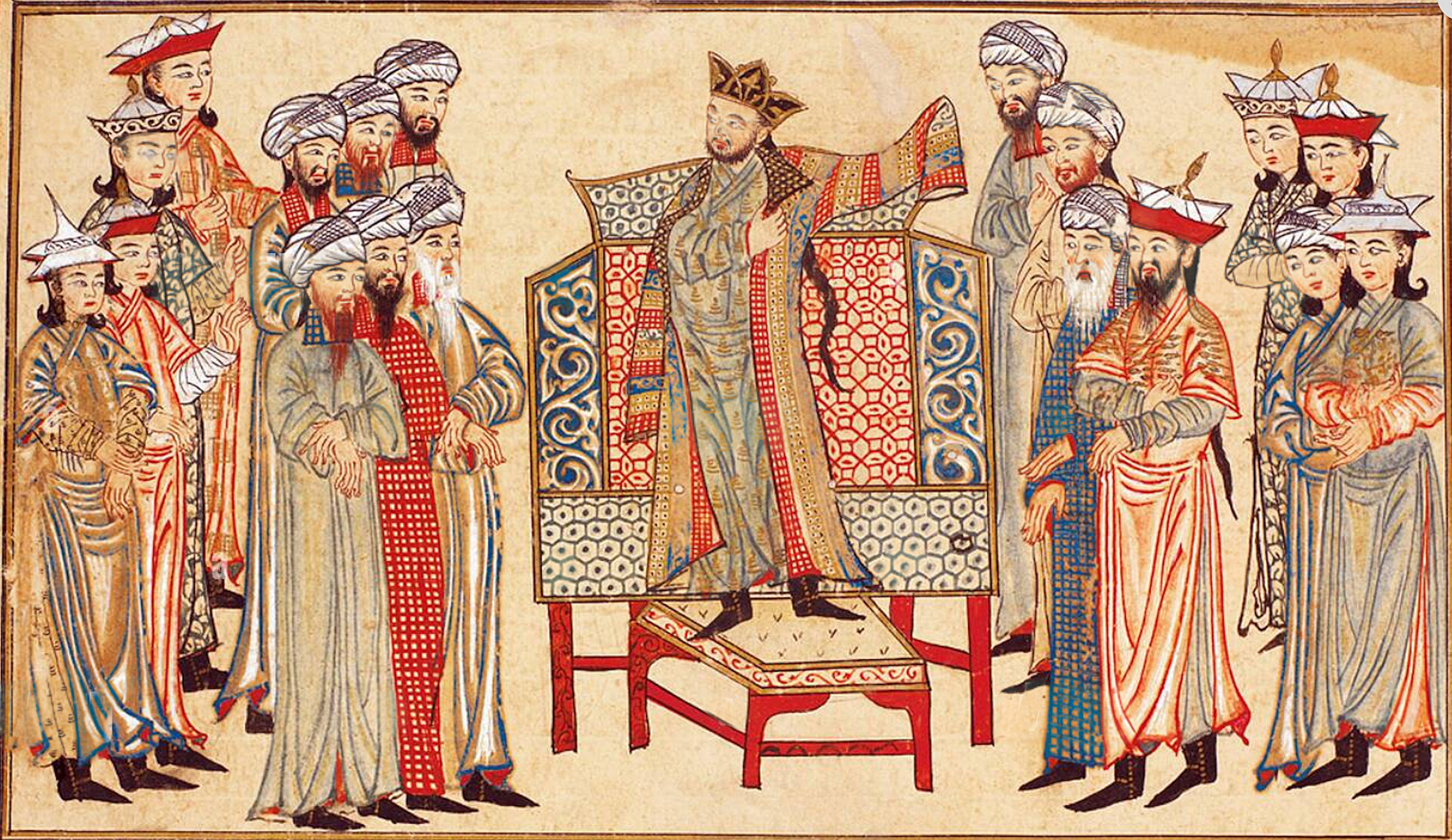
1000年、アッバース朝カリフ・カーディルより贈られた賜衣（ヒルア）をまとうマフムード。
（エディンバラ本『集史』「ガズナ朝史」より）

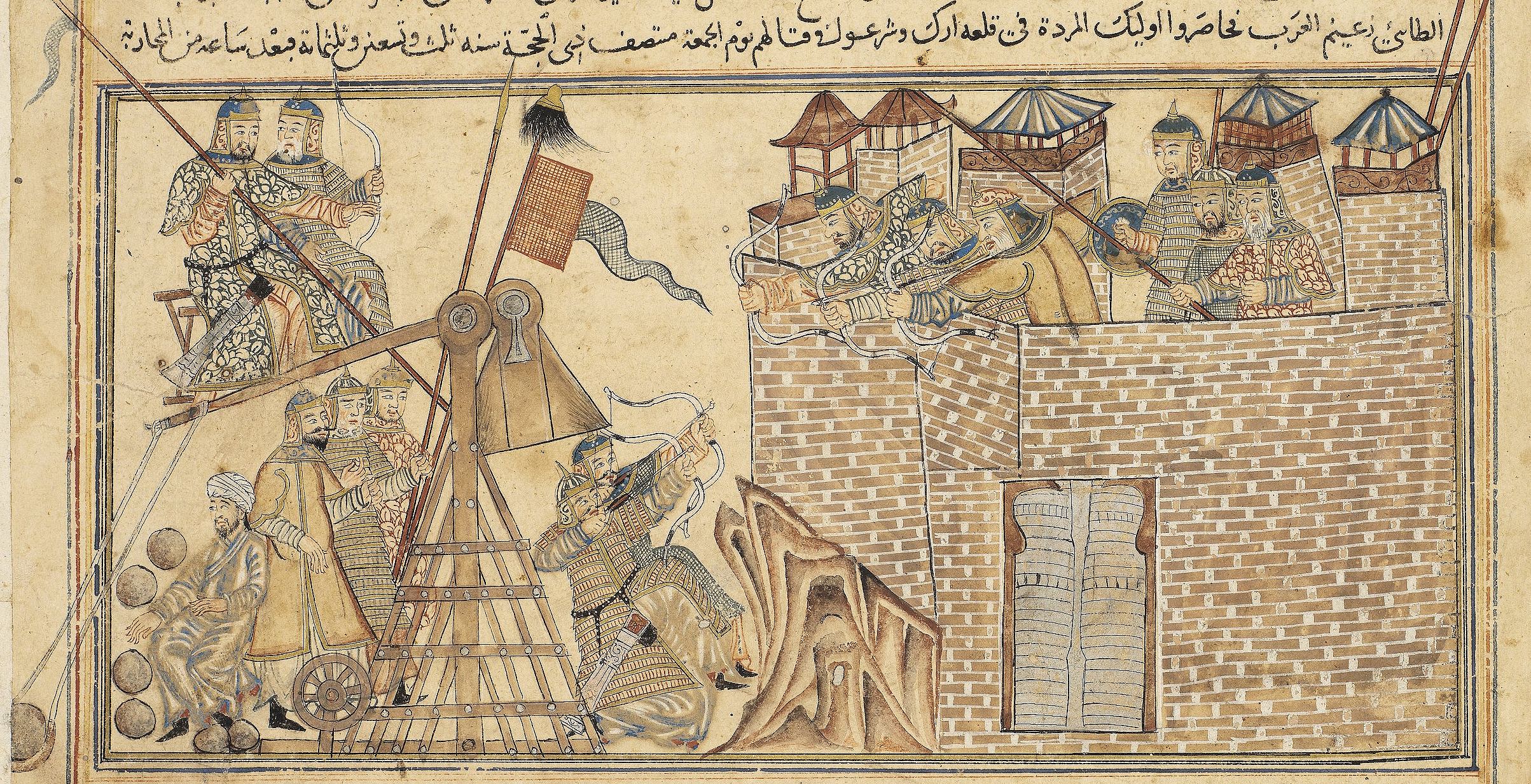
ヒジュラ暦393年ズー・アルヒッジャ月（1003年10月）にマフムードの軍隊がスィースターン方面のアルク城塞 qal`a-yi Ark を攻め落としている場面
（エディンバラ本『集史』「ガズナ朝史」より）

サブク・ティギーンの死後、998年にガズナの戦いで弟イスマーイール（在位997年 - 998年 ）を倒して即位すると、ソグディアナ北部とホラズムをめぐってセルジュークと同盟を結び、北の防衛に備えた。999年、サーマーン朝のアブド・アル＝マリク2世は、ホラーサーンをめぐってマフムードと対立。この間にカラハン朝が北から進撃し、999年にサーマーン朝は滅びた。マフムードはカラハン朝のナスル・ハン（Naṣr Khān）の娘を妻に迎え和議を乞うた。
サーマーン朝が滅びた事で、マフムードはガズナ一帯に加えホラーサーン地方を支配下に置く事が出来た。1000年にアッバース朝第25代カリフ・カーディル（在位991年 - 1031年）から「栄誉の賜衣（ヒルア khil`a ）」が贈られ、併せて「王朝の右手（Yamīn al-Dawla）」の尊号が与えられた。（程なくして「宗門の後見人（Amīn al-Milla）という尊号も与えられている）　マフムードのこのヒルアの着衣の儀式には支配下となったホラーサーン地方のアミールたちや周辺地域の有力者たちが参列した。

### シャーヒー朝征服
マフムードは南に転じアッバース朝イスラム帝国と懇意になる目的で、ムルターンでイスマーイール派ファーティマ朝との対決に出た。
今日のアフガニスタン東部とパキスタン北西部にあった異教徒・ヒンドゥー・シャーヒー朝のラージャ・ジャヤパーラはマフムードの父、サブク・ティギーンの時代に戦いに敗れガズナを失ったことの復讐を狙っていた。
ジャヤパーラの息子・アーナンダパーラもマフムードと抗争を続けたが1008年、マフムードは、ラホールでアーナンダパーラやラージプートの軍団に勝利、シャーヒー王朝を制圧した。

### インド侵攻

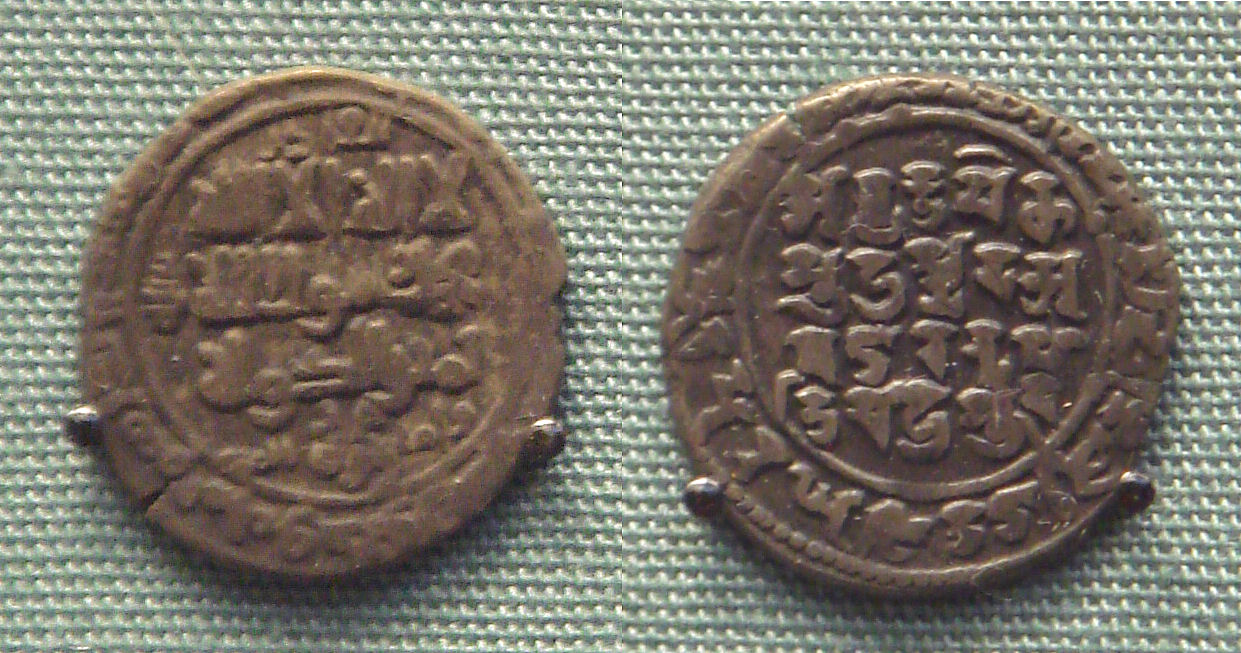
マフムードの貨幣。アラビア語とサンスクリットでイスラム教の信仰告白（シャハーダ）を記す

マフムードは息子とバルフのアミールの娘との婚姻を通じて北インド侵攻の橋頭堡を築き、インド侵攻を繰り返した。北インド各地の王国やラージプートたちは連合を組みマフムードに対抗したが、次々にガズナの支配に組み込まれた。
侵攻は1000年頃から1026年まで17回以上に及んだ。。
マフムードの後期のインド侵攻はヒンドゥー寺院に向けられ、その富の略奪に向けられた。同時にヒンドゥー教徒の戦意を喪失させる狙いもあった。マフムードは北インドに留まることはなく、常に侵略しては奪って立ち去っていった。北インドの人々はグジャラートなどに逃れた。1024年から1025年にはソームナートのヒンドゥー寺院が破壊された。

### 中央アジア抗争・セルジュークの台頭

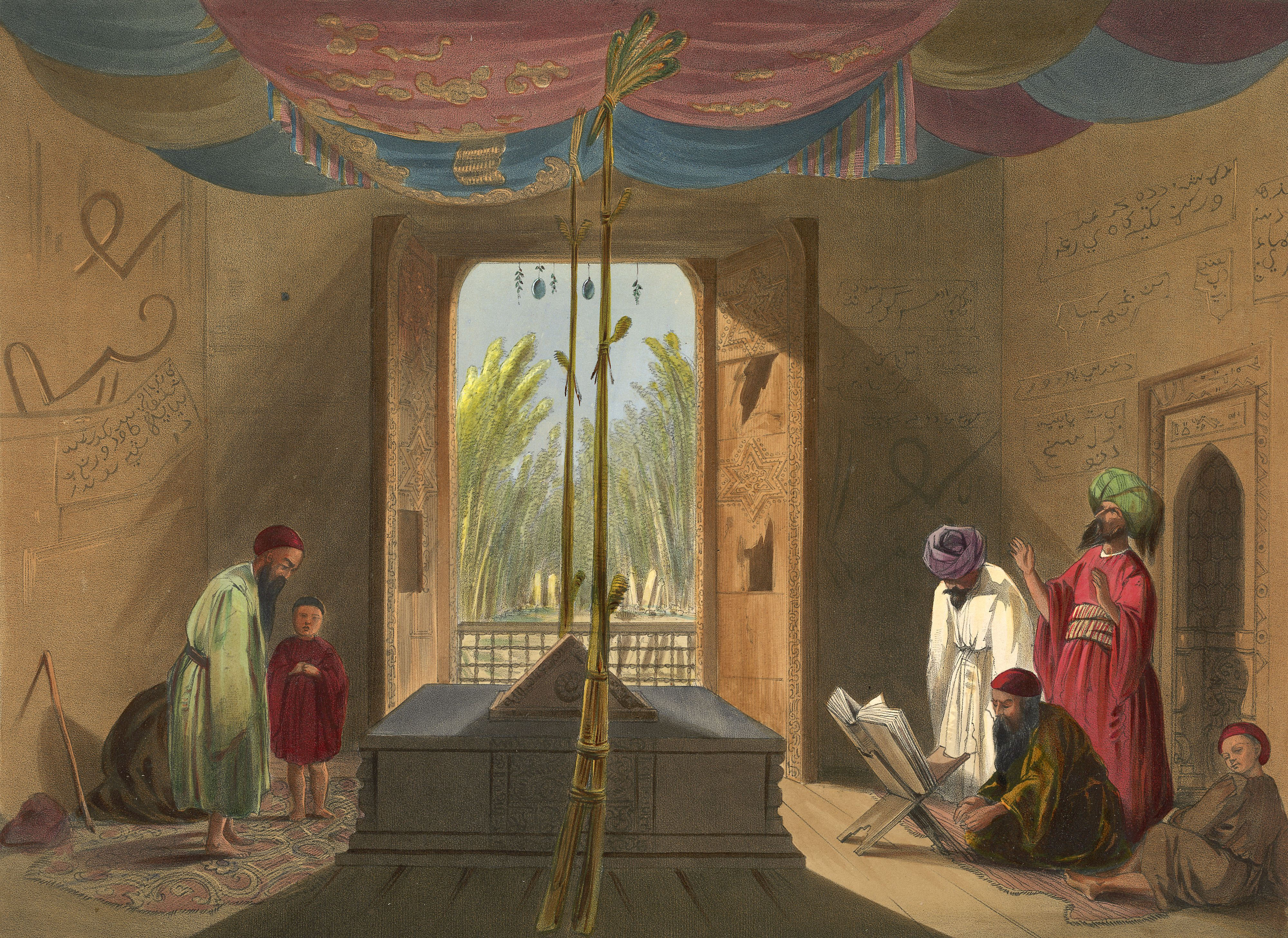
ガズナにあるマフムードの廟（1840年頃）

マフムードの死ぬまでの最後の4年間は中央アジアのオグズ族やブワイフ朝との抗争、またセルジュークの反乱鎮圧に明け暮れた。
最初、セルジュークはマフムードに撃退され、ホラズムに退いたが、1028年から1029年にメルブ、ニーシャープールを攻略した。
1030年、マフムード死去。マフムードの廟はガズナにある。

## マフムード死去後のガズナ朝
マフムードの跡を継いだ息子のマスウード1世（在位1031年 - 1041年）は、1037年にはセルジュークにガズニまで攻め込まれた。
1040年にダンダーナカーンの戦いで新興のセルジューク朝に敗北を喫し、ガズナ朝は西の大半の領土を失った。

## ギャラリー

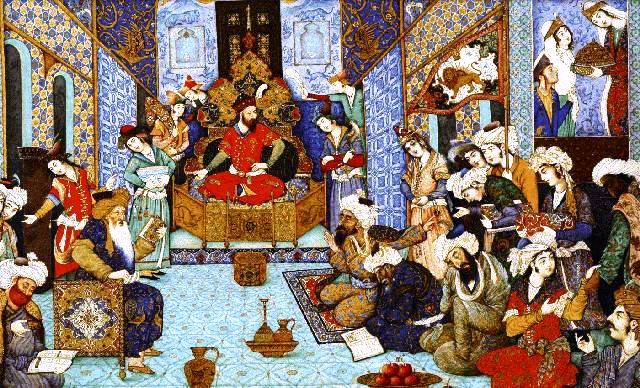
マフムードの宮廷